# برگ‌پیچ توماس
برگ پیچ توماس (نام علمی: Acleris thomasi) نام یک گونه از سرده برگ‌پیچ‌های پهن است. این گونه حشره در ایالت سیکیم هند یافت می‌شود. پهای بال آن ۲۱–۲۳میلی‌متر است.